# پارساو
پارساو (به آلمانی: Parsau) یک شهر در آلمان است که در گیفهورن واقع شده‌است. پارساو ۱٬۹۱۱ نفر جمعیت دارد.